# Abacule
Pour les articles homonymes, voir mosaïque.

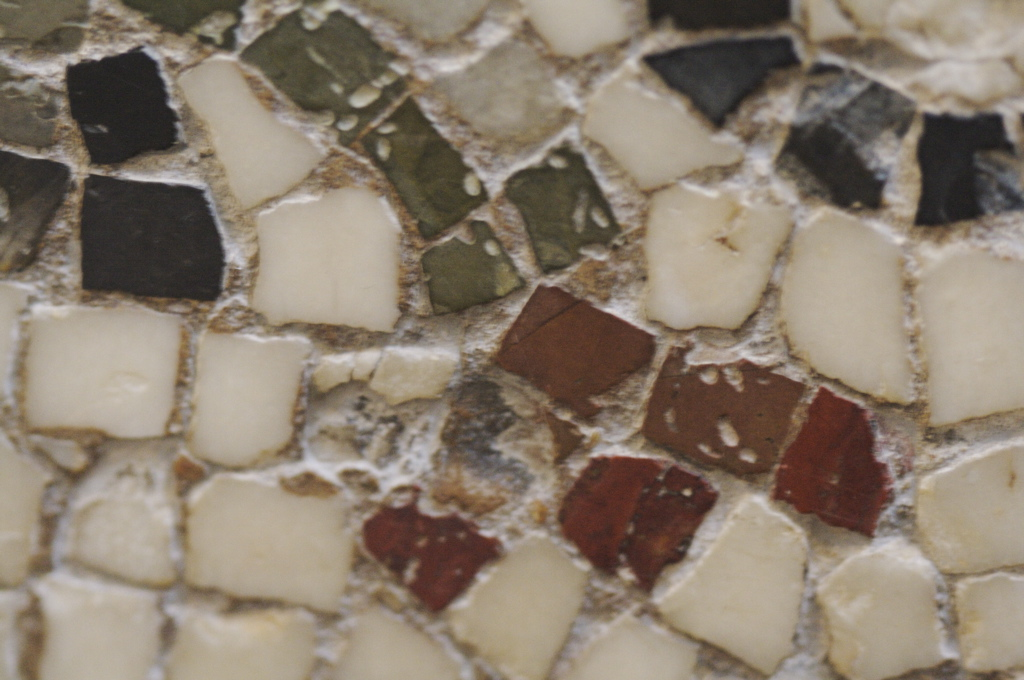
Détail d'une mosaïque, British Museum.

Un abacule provenant du latin abaculus, une mosaïque ou une tesselle est un petit élément généralement cubique utilisé pour former une mosaïque. Son emploi est d'ailleurs déjà signalé par Pline.
La tesselle peut être composée de pierre, de pâte de verre ou encore de terre cuite.

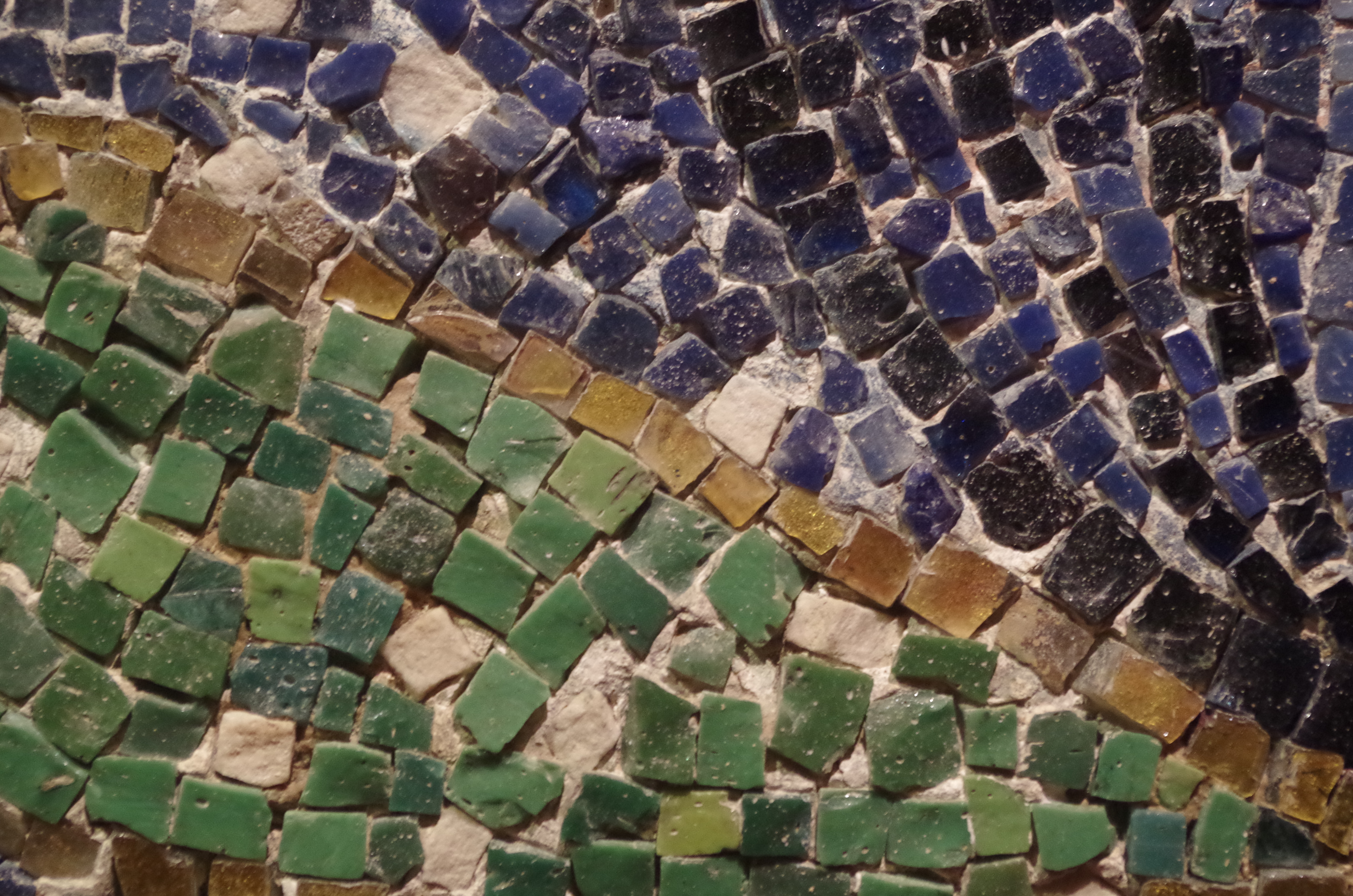
Détail d'une mosaïque du début du VIIIe siècle